# كأس أوروبا لكرة السلة 2007–08
كأس أوروبا لكرة السلة 2007–08  هو موسم من كأس أوروبا لكرة السلة. أقيم خلال الفترة 5 نوفمبر 2007 وحتى 13 أبريل 2008، وكان عدد الأندية المشاركة فيه  54، وفاز فيه جوفينتوت بادالونا.